# ريتشارد هاو
ريتشارد هاو (بالإنجليزية: Richard Howe)‏ (17 فبراير 1853 - 21 يناير 1914) هو لاعب كريكت بريطاني (وحمل سابقاً جنسية المملكة المتحدة لبريطانيا العظمى وأيرلندا).